# Santa Caterina d'Alessandria (Caroto)
Santa Caterina d'Alessandria è un dipinto del pittore veronese Giovan Francesco Caroto, realizzato con la tecnica della pittura a tempera su tela, conservato nel museo di Castelvecchio a Verona.